# Whatever Will Be
Whatever Will Be es el álbum debut de la cantante y actriz australiana, Tammin Sursok. El álbum fue lanzado el 22 de mayo de 2005 debutó en el número trece en los cincuenta mejores de Australia en la tabla ARIA. Cuenta con los sencillos "Pointless Relationship", "Whatever Will Be" y "It's a Beautiful Thing". El álbum pasó once semanas en el top cien de la tabla de Álbumes. La pista del título, Whatever Will Be, fue cubierto por Vanessa Hudgens para su álbum debut certificado por RIAA, V.
En una entrevista, Tammin dijo: "Mi música tiene dos caras del disco, uno tiene una ventaja de pop/rock, y el otro tiene más instrumentos en vivo con un poco de un piano orgánica basada en sentir así. Así que es un poco de ambas cosas! un montón de gente se pregunta lo que mi música es como, pero nunca entró en el estudio de grabación diciendo: "Quiero hacer un disco como esta persona" ... para todos los que han escuchado las canciones ... Creo que mi material es único para mí, yo sé lo que la música me encanta escuchar, pero para mí no creo que suena como cualquier otra cosa".

## Lista de canciones
| Whatever Will Be |                          |                                                                           |                                         |          |  |
| N.º              | Título                   | Escritor(es)                                                              | Productor(es)                           | Duración |  |
| 1.               | «Pointless Relationship» | Savan Kotecha, Per Magnusson, David Kreuger, Marion Raven                 | Per Mangusson, David Kreuger            | 3:26     |  |
| 2.               | «World Without You»      | John Shanks, Oliver Leiber                                                |                                         | 3:53     |  |
| 3.               | «Whatever Will Be»       | Jake Schulze, Kotecha, Carl Falk                                          | Jake Schulze, Kalle Engstrom, Carl Falk | 3:47     |  |
| 4.               | «It's a Little Late»     | Magnusson, Kreuger, Mats Berntoft                                         | Magnusson, Kreuger                      | 3:48     |  |
| 5.               | «Something Better»       | Michael Scherchen, Deborah Ffrench, Joe Cang, Grant Black, Teressa Wilcox | Magnusson, Kreuger                      | 3:34     |  |
| 6.               | «Almost Me»              | Tammin Sursok, Kotecha, Magnusson, Kreuger                                | Magnusson, Kreuger                      | 3:38     |  |
| 7.               | «Tender»                 | Steve Robson, Karen Poole                                                 | Magnusson, Kreuger                      | 3:44     |  |
| 8.               | «Backwards Again»        | Kenneth Karlin, Carsten Schack, A. Cantrell, P. Whit                      | Kreuger                                 | 4:09     |  |
| 9.               | «It's a Beautiful Thing» | Matthew Gerrard, Bridget Benenate, Steve Booker                           | Matthew Gerrard                         | 3:16     |  |
| 10.              | «Better to Be Lonely»    | Meredith Brooks, Taylor Rhodes, Shelly Peiken                             | Gerrard                                 | 3:44     |  |
| 11.              | «Ordinary Day»           | Sursok, Fredrik Rinman, Malcolm Pardon                                    | Magnusson, Kreuger                      | 3:42     |  |
| 12.              | «Around the World»       | Sursok, Barbara Griffin                                                   | Sursok, Kreuger                         | 3:36     |  |
| 44:17            |                          |                                                                           |                                         |          |  |

## Charts
| Tabla (2005)                      | Posiciones |
| --------------------------------- | ---------- |
| ARIA de Australia Álbum Gráfico   | 13         |
| ARIA de Australasia Álbum Gráfico | 4          |

## Tomas falsas
- "Karma" (Sursok, Michael Strangel, David Nicholas) - Grabado por Tammin
- "Selfish" (Sursok, Brooke McClymont) - Grabado por Brooke McClymont

## Enlaces para los vídeos musicales de Tammin
- "Pointless Relationship" Music Video On YouTube
- "Whatever Will Be" Music Video On YouTube
- "It's a Beautiful Thing" Music Video On YouTube

- Datos: Q7991752